# روديغر شميت
روديغر شميت (بالألمانية: Rüdiger Schmitt)‏ هو لغوي ألماني، ولد في 1 يوليو 1939 في فورتسبورغ في ألمانيا.